# Xã Channahon, Quận Will, Illinois
Xã Channahon (tiếng Anh: Channahon Township) là một xã thuộc quận Will, tiểu bang Illinois, Hoa Kỳ. Năm 2010, dân số của xã này là 10.322 người.